# Haplorhus peruviana
Haplorhus peruviana är en sumakväxtart som beskrevs av Adolf Engler. Haplorhus peruviana ingår i släktet Haplorhus och familjen sumakväxter. Inga underarter finns listade i Catalogue of Life.